# Chomontowce
Chomontowce – wieś w Polsce położona w województwie podlaskim, w powiecie białostockim, w gminie Gródek.

## Opis
Pierwotnie miejscowość nosiła nazwę Komotowce. Forma ta zachowała się wśród miejscowych, czego świadectwem jest występowanie lokalnej wymowy w postaci komatau̯cy.
Według Powszechnego Spisu Ludności z 1921 roku wieś Chomontowce zamieszkiwana była przez 232 osoby w 44 domach. Większość mieszkańców wsi (227 osób) zadeklarowała wyznanie prawosławne, pozostali podali wyznanie rzymskokatolickie (5 osób). Jednocześnie białoruską przynależność narodową zadeklarowało 223 mieszkańców, a polską 9. W owym czasie miejscowość nosiła nazwę Chomentowce i znajdowała się w gminie Hołynka w powiecie grodzieńskim.
Po zakończeniu II wojny światowej miejscowość znalazła się w granicach Białoruskiej Socjalistycznej Republiki Radzieckiej. Jednak w 1948 r. po dokonaniu korekty granic między Polską Ludową a Związkiem Radzieckim i przeprowadzeniu pasa granicznego na rzece Świsłoczy miejscowość znalazła się w Polsce.
W latach 1975–1998 miejscowość administracyjnie należała do województwa białostockiego.
Mieszkańcy wyznania prawosławnego należą do parafii św. Apostoła Jana Teologa w Mostowlanach. W miejscowości znajduje się niewielki cmentarz prawosławny.